# Czarnowski III
Czarnowski (Rumel-Czarnowski, Poraj odmienny) – kaszubski herb szlachecki, według Przemysława Pragerta odmiana herbu Poraj.

## Opis herbu
Opis z wykorzystaniem zasad blazonowania, zaproponowanych przez Alfreda Znamierowskiego:
W polu róża. Barwy nieznane. Klejnot: nad hełmem w koronie trzy róże na łodyżkach ulistnionych (po dwa listki na stronę). Labry: barwy nieznanej.

## Najwcześniejsze wzmianki
Pieczęć z XVIII-XIX wieku.

## Herbowni
Czarnowski (Carnowski, Ciarnowski, Czarnowsky, Karnowski). Rodzina używała ponadto przydomków: Rumel, Wnuk, Dolny, Maczka (Maszka), Mądry, Nadolny, Uklej (Ukleja), Weiss (Wys, Wyt), Wika, Witk (Witek) i Złosz.
Tego konkretnego herbu mogli używać Czarnowscy z przydomkiem Rumel. Być może ma on coś wspólnego z niemiecko-inflancką rodziną tego nazwiska, herbu Rumel.
Herb Czarnowski w wariancie podstawowym używany był przez Wika-Czarnowskich w XVIII-XIX stuleciu. Wariant Czarnowski Ia zanotowano jako herb Czarnowskich osiadłych w XIX wieku w Księstwie Nassau, a później w prowincji Hessen-Nassau. Wariant Czarnowski II przypisywano Czarnowskim bez określenia gałęzi rodziny.
Czarnowskich z Kaszub mylono z Czarnowskimi z Mazowsza, herbu Grabie i przypisywano im ten herb. Czarnowscy bez przydomka i Nadolny-Czarnowscy używali w XVI wieku herbu Pobóg (1570, Wojciech Czarnowski). Weiss-Czarnowscy i niektórzy Wika-Czarnowscy mieli używać herbu Sas, nie wiadomo czy z odmianą.